# New York State Route 3A
New York State Route 3A is een korte state highway door de Jefferson County in de Amerikaanse staat New York met een lengte van 8,3 km.
De weg is een alternatieve route van de New York State Route 3 en dient als een oost-west verbindingsweg tussen het dorpje Deferiet en Fargo, een gehucht van de stad Wilna. Ze doet bijgevolg geen Interstate highways aan.

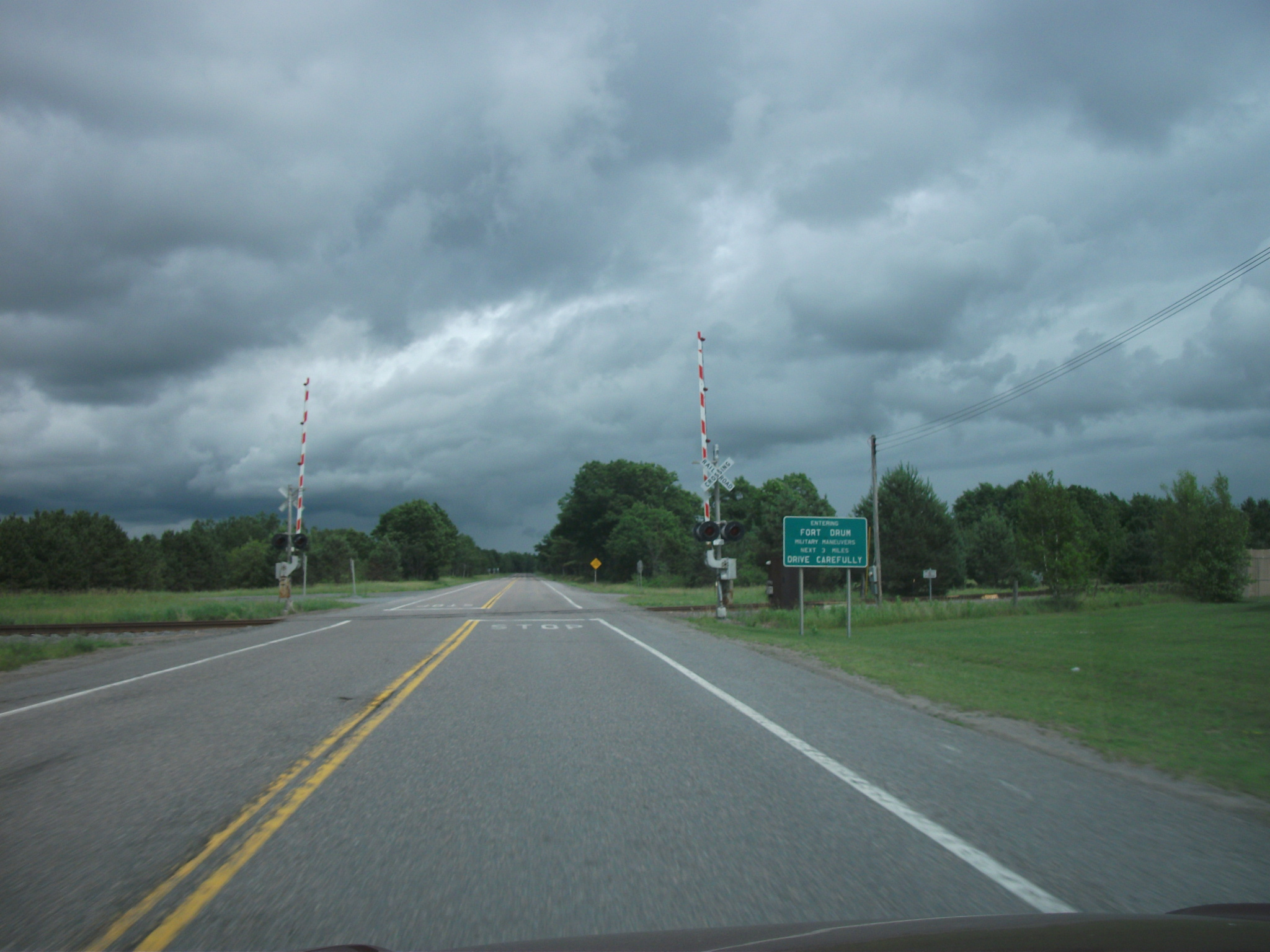
nabij de militaire basis Fort Drum in de Jefferson County

2 · 
3 · 
3a · 
5 · 
5a · 
5b ·  
7 · 
7a · 
7b · 
8 · 
9a · 
9b · 
9d · 
9g · 
9h · 
9j · 
9l · 
9n · 
9p · 
9r · 
10 · 
10a · 
11a · 
11b · 
11c · 
12 · 
12a · 
12b · 
12d · 
12e · 
12f · 
13 ·
13a ·  
14 · 
14a · 
15 · 
15a · 
16 · 
17 · 
17a · 
17b · 
17c · 
17k · 
17m · 
18 · 
18f · 
19 · 
19a · 
21 · 
22 · 
22a · 
22b · 
23 · 
23a · 
23b · 
24 · 
25 · 
25a · 
25b · 
26 · 
27 · 
27a · 
28 · 
28a · 
28n · 
29 · 
29a · 
30 · 
30a · 
31 · 
31a · 
31e · 
31f · 
32 · 
32a · 
33 · 
33a · 
34 · 
34b · 
35 · 
36 · 
37 · 
37b · 
37c · 
38 · 
38a · 
38b · 
39 · 
40 · 
41 · 
41a · 
42 · 
43 · 
45 · 
46 · 
48 · 
49 · 
50 · 
51 · 
52 · 
52a · 
53 · 
54 · 
54a · 
55 · 
55a · 
56 · 
58 · 
59 · 
60 · 
61 · 
62 · 
63 · 
64 · 
65 · 
66 · 
67 · 
68 · 
69 · 
69a · 
70 · 
71 · 
72 · 
73 · 
74 · 
75 · 
76 · 
77 · 
78 · 
79 · 
80 · 
81 · 
82 · 
83 · 
85 · 
85a · 
86 · 
87 · 
88 · 
89 · 
90 · 
91 · 
92 · 
93 · 
94 · 
95 · 
96 · 
96a · 
96b · 
97 · 
98 · 
100 · 
100a · 
100b · 
100c · 
101 · 
102 · 
103 · 
104 · 
104a · 
104b · 
105 · 
106 · 
107 · 
108 · 
109 · 
110 · 
111 · 
112 · 
113 · 
114 · 
115 · 
116 · 
117 · 
118 · 
119 · 
120 · 
120a · 
121 · 
122 · 
123 · 
124 · 
125 · 
126 · 
127 · 
128 · 
129 · 
130 · 
131 · 
132 · 
133 · 
134 · 
135 · 
136 · 
137 · 
138 · 
139 · 
140 · 
141 · 
142 · 
143 · 
144 · 
145 · 
146 · 
146a · 
147 · 
148 · 
149 · 
150 · 
151 · 
153 · 
155 · 
156 · 
157 · 
157a · 
158 ·
159 · 
160 · 
161 · 
162 · 
163 · 
164 · 
165 · 
166 · 
167 · 
168 · 
169 · 
170 · 
170a · 
171 · 
172 · 
173 · 
174 · 
175 · 
176 · 
177 · 
178 · 
179 · 
180 · 
182 · 
183 · 
184 · 
185 · 
186 · 
187 · 
189 · 
190 · 
193 · 
196 · 
197 · 
198 · 
199 · 
200 · 
201 · 
203 · 
204 · 
205 · 
206 · 
207 · 
208 · 
210 · 
211 · 
212 · 
213 · 
214 ·
215 · 
216 · 
217 · 
218 · 
220 · 
221 · 
222 · 
223 · 
224 · 
225 · 
226 · 
227 · 
228 · 
230 · 
231 · 
232 · 
233 · 
235 ·
236 · 
237 · 
238 · 
240 · 
241 · 
242 · 
243 · 
244 · 
245 · 
246 · 
247 · 
248 · 
248a · 
249 · 
250 · 
251 · 
252 · 
253 · 
254 ·  
256 · 
257 · 
258 · 
259 · 
260 · 
261 · 
262 · 
263 · 
264 · 
265 · 
266 · 
268 · 
269 · 
270 · 
271 · 
272 · 
274 · 
275 · 
276 · 
277 · 
278 · 
279 · 
280 · 
281 · 
282 · 
283 · 
284 · 
286 · 
289 ·
290 · 
291 · 
292 · 
293 · 
294 · 
295 · 
296 · 
297 · 
298 · 
299 · 
300 · 
301 · 
302 · 
303 · 
304 · 
305 · 
306 · 
308 ·
309 · 
310 · 
311 · 
312 · 
313 · 
314 · 
315 · 
316 · 
317 · 
318 · 
320 · 
321 · 
322 · 
324 · 
325 · 
326 · 
327 · 
328 · 
329 · 
331 · 
332 · 
334 · 
335 · 
336 · 
337 · 
340 · 
342 · 
343 · 
344 · 
345 · 
346 · 
347 · 
349 · 
350 · 
351 · 
352 · 
353 · 
354 · 
355 · 
357 · 
359 · 
362 · 
363 · 
364 · 
365 · 
365a · 
366 · 
367 · 
369 ·
370 · 
371 · 
372 · 
373 · 
374 · 
375 · 
376 · 
377 · 
378 · 
383 · 
384 · 
385 · 
386 · 
387 · 
390 · 
391 · 
392 · 
394 ·
395 · 
396 · 
397 · 
400 · 
403 · 
404 · 
406 · 
408 · 
409 · 
410 · 
411 · 
412 · 
414 · 
415 · 
416 · 
417 · 
418 · 
419 · 
420 · 
421 · 
423 · 
425 · 
426 · 
427 · 
429 · 
430 · 
431 · 
433 · 
434 · 
436 · 
437 · 
438 · 
440 · 
441 · 
441 · 
442 · 
443 · 
444 · 
446 · 
448 · 
454 · 
470 · 
474 · 
481 · 
488 · 
495 · 
531 · 
590 ·
598 · 
631 · 
635 · 
690 · 
695 · 
747 ·
787 ·
812 ·
825 ·
840 ·
878 ·
890 ·
895